# Cathaya argyrophylla
Genre
Espèce
Statut de conservation UICN

 VU D1 : Vulnérable
Cathaya argyrophylla est la seule espèce actuelle du genre Cathaya, un genre d'arbres de la famille des Pinaceae. Il fait partie de la sous-famille des Laricoideae, tout comme le genre Larix (les Mélèzes) et le genre Pseudotsuga.

## Description
Il s'agit d'un arbre de 20 mètres de haut, au tronc droit et cylindrique. Son écorce est gris foncé à maturité et s'écaille de manière irrégulière.
Il est monoïque. Les feuilles, en forme d'aiguille, font entre 2,5 et 5 cm et sont disposées en spirale autour des branches. Les cônes femelles font entre 3 et 5 cm de long, comportent entre 15 et 20 écailles portant chacune deux graines.
On le trouve uniquement en Chine: au sud-est du Sichuan, au nord du Guizhou, au sud du Hunan, au nord-est du Guangxi ainsi que dans le Yunnan. Il croît principalement sur des pentes escarpées à des altitudes variant entre 900 et 1 900 mètres, sur des sols calcaires.
Deux espèces ont au départ été décrite : Cathaya argyrophylla et Cathaya nanchuanensis. Cependant, elles sont maintenant considérées comme faisant partie de la même espèce. Certains botanistes[Qui ?] les ont classées dans les genres Pseudotsuga ou Tsuga, mais cela n'a pas été considéré comme pertinent.
De nombreux fossiles appartenant à des espèces disparues ont été retrouvés en Europe :
- Cathaya abchasica †,
- Cathaya loehrii †,
- Cathaya bergeri †.

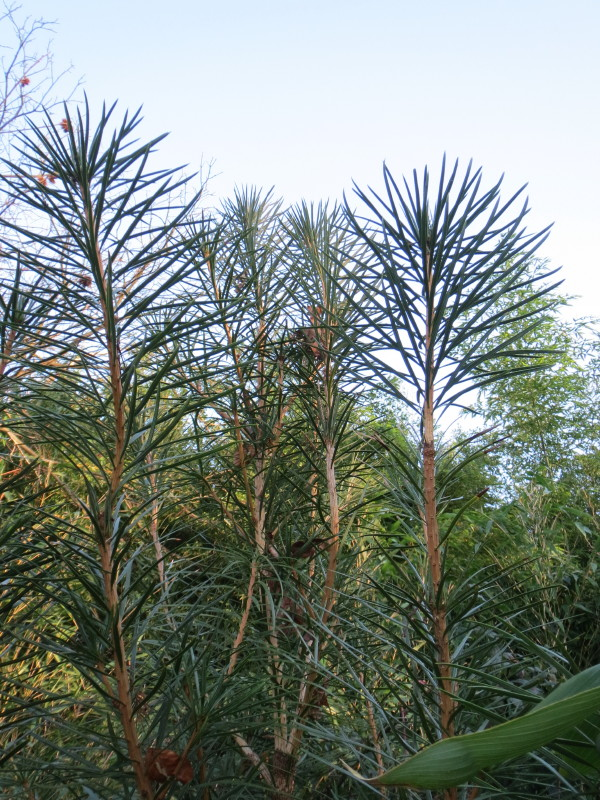
Cathaya argyrophylla.
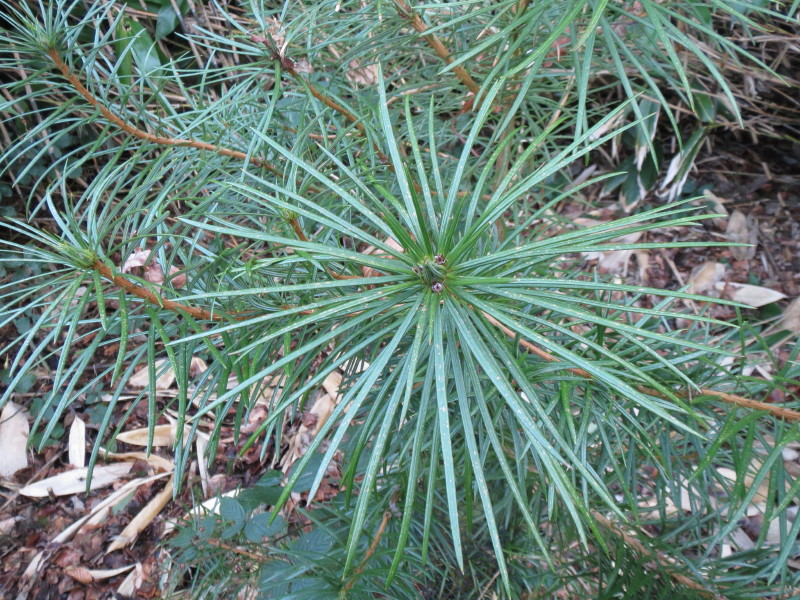
Cathaya argyrophylla.
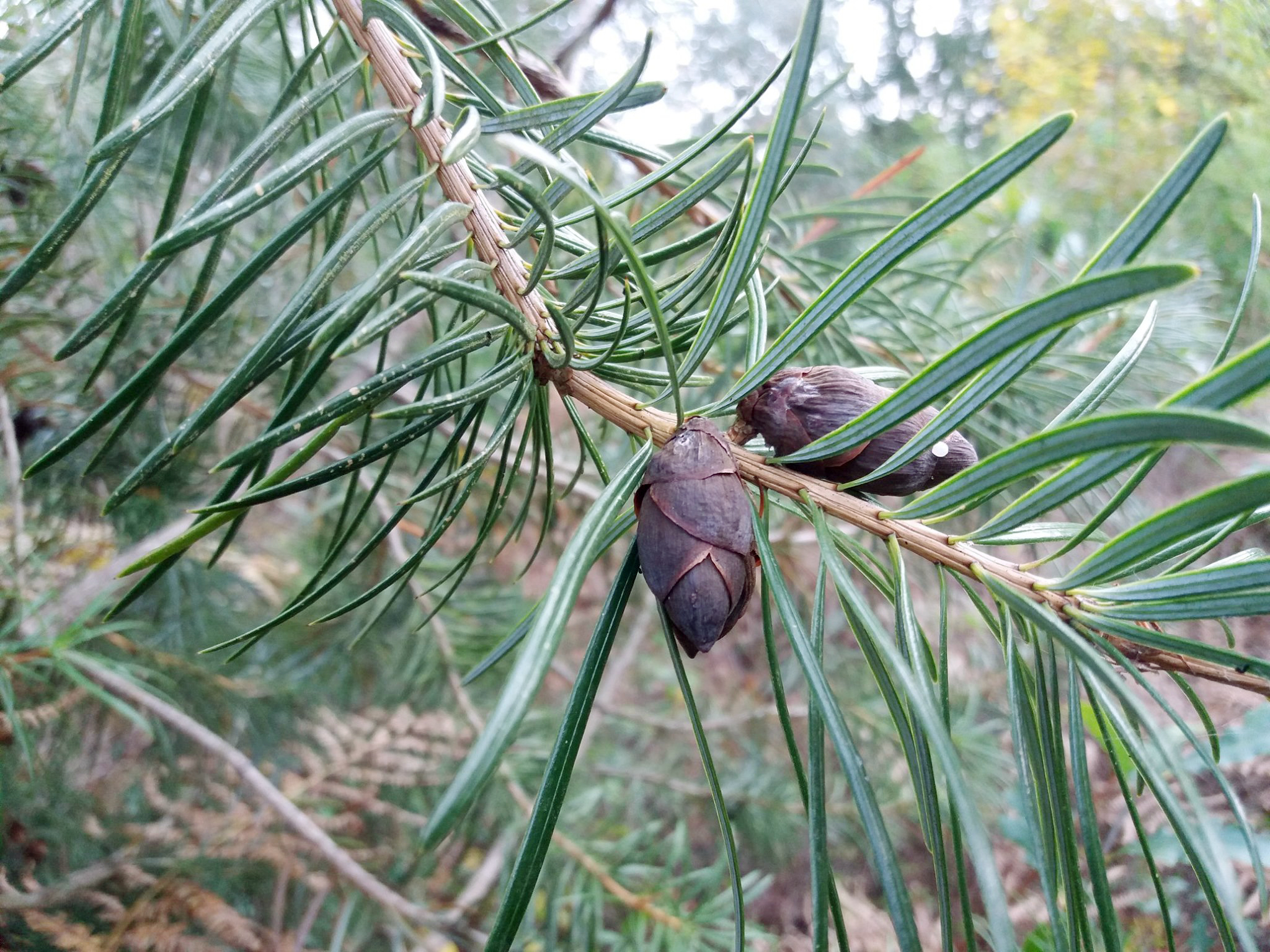
Cônes de Cathaya argyrophylla au Jardin Jungle Karlostachys
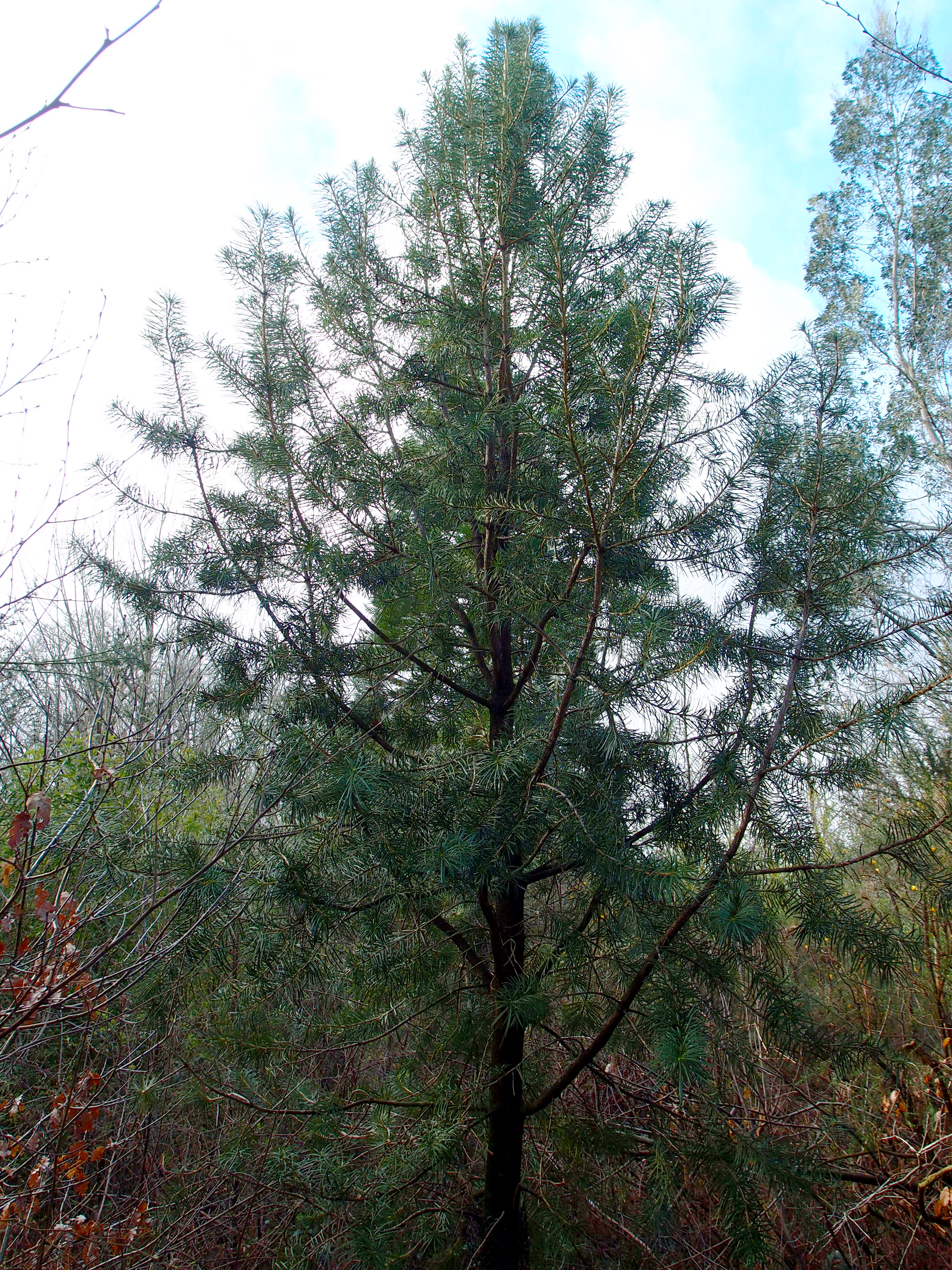
Cathaya argyrophylla CHB03.CH390 de 4m en 2024 ( un des plus haut d Europe) au jardin jungle